# Алексеева, Татьяна Петровна
Татьяна Петровна Алексеева (род. 7 октября 1963, Новосибирск) — советская и российская бегунья на 400 метров, чемпионка мира в помещении 1997 года в эстафете 4×400 метров.

## Карьера
Тренировалась в Новосибирске у Заслуженного тренера России Владимира Лангена и Заслуженного тренера СССР Александра Бухашеева в Региональном центре спортивной подготовки сборных команд и спортивного резерва.
Выпускница СПбКОР № 1.
Личный — 49,98 сек (Тула, 1997).

## Достижения
| Год  | Турнир                     | Место              | Результат | Событие          |
| ---- | -------------------------- | ------------------ | --------- | ---------------- |
| 1991 | Чемпионат мира             | Токио, Япония      | 1         | 4x400 м эстафета |
| 1993 | Чемпионат мира в помещении | Торонто, Канада    | 2         | 400 м            |
| 1993 | Чемпионат мира             | Штутгарт, Германия | 2         | 4x400 м эстафета |
| 1993 | Чемпионат мира             | Штутгарт, Германия | 4         | 400 м            |
| 1997 | Чемпионат мира в помещении | Париж, Франция     | 1         | 4x400 м эстафета |